# Aleksander Hauke
Aleksander Teodor Jan Hauke herbu Bosak (ur. 6 maja 1880 w Piotrkowie Trybunalskim, zm. 4 października 1949 w Krakowie) – major inżynier saperów Wojska Polskiego.

## Życiorys
Syn Zygmunta (1851–1912) (wnuk Aleksandra Jana) i Zofii z domu Kosteckiej (wnuczki Franciszka Kosteckiego). Ukończył studia z tytułem inżyniera.
Po odzyskaniu przez Polskę niepodległości został przyjęty do Wojska Polskiego. Został awansowany do stopnia majora saperów ze starszeństwem z dniem 1 czerwca 1919. W 1923, 1924 był oficerem 10 pułku saperów w Przemyślu. W 1923, 1924, jako oficer nadetatowy tej jednostki, był kierownikiem referatu w Departamencie V Inżynierii i Saperów Ministerstwa Spraw Wojskowych. Później został przeniesiony w stan spoczynku. W 1928, jako emerytowany oficer zamieszkiwał w Warszawie. W 1934 pozostawał na ewidencji Powiatowej Komendy Uzupełnień Warszawa Miasto III z przydziałem mobilizacyjnym do Oficerskiej Kadry Okręgowej Nr I. Był wówczas „przewidziany do użycia w czasie wojny”.
Był członkiem Sodalicji Mariańskiej panów pod wezwaniem Najświętszej Marii Panny, Królowej Korony Polskiej. W latach 30. był prezesem rady wyższej Towarzystwa św. Wincentego à Paulo w Warszawie.
Jego żoną była Maria z domu Dunin-Markiewicz herbu Łabędź (1882–1956). Ich dziećmi byli Maurycy (1911–1970), Zofia (1913–1958) i Zygmunt (1916–2009).
Został pochowany na cmentarzu Rakowickim w Krakowie (kwatera CD, rząd wsch.).

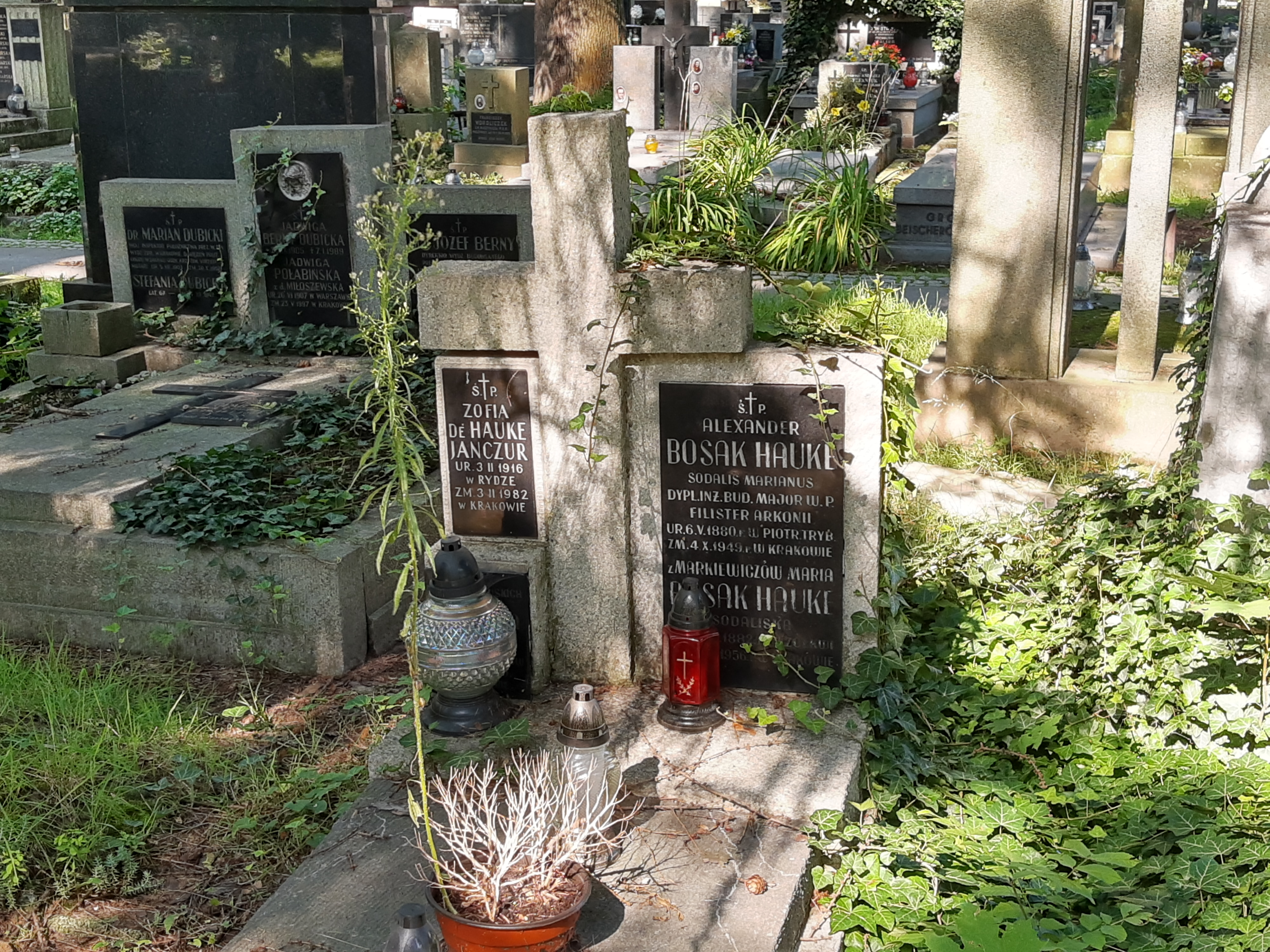
Grób mjra Aleksandra Haukego na cmentarzu Rakowickim

## Odznaczenie
- Krzyż Dla Kościoła i Papieża („Pro Ecclesia et Pontifice”) – Stolica Apostolska, zezwolenie 15 lutego 1923[11]